# Epipsilia candelisequa
Epipsilia candelisequa là một loài bướm đêm trong họ Noctuidae.